# グランドスケープ池袋
グランドスケープ池袋（グランドスケープいけぶくろ）は、東京都豊島区東池袋にある複合商業ビル。2019年7月19日に開業した。開業当時の名称は「キュープラザ池袋」。
当項目では中核施設であるシネマコンプレックス、グランドシネマサンシャイン池袋についても説明する。

## 概要
豊島区が「豊島区国際アート・カルチャー都市構想」のもと進める池袋エリア再開発事業の一画として建設された。近在の旧豊島区役所跡地などに整備されたHareza池袋が新たな劇場街として機能していくなか、もう一つの核として賑わいを創出することを目指し整備され、エントランスホールを交差点に対し斜めに配置、まちに対して開かれた構えとした。
敷地はサンシャイン通りの東端にあり、以前はボウリング場やバッティングセンターなどが入っている「スポルト池袋」が営業していた。同施設を所有する佐々木興行が立てたシネコンへの建て替え計画に東急不動産が参画し、2016年8月に計画を発表。スポルト池袋閉館後に東急不動産へ物件が移譲され、2017年6月より工事に着工し、2019年7月19日に開業した。東急不動産が展開する都市型商業施設ブランドの一つである「キュープラザ」としては5番目の施設となる。
建物は地下2階・地上14階で、敷地面積556坪、賃貸面積3,000坪を超える池袋東口エリアでは最大級の商業ビルとなる。地下1 - 3階が飲食・物販・アミューズメント複合店舗、4階 - 13階が佐々木興業が運営するグランドシネマサンシャイン、14階がバッテイングセンターで構成される。
2022年（令和4年）5月1日、「キュープラザ池袋」から「グランドスケープ池袋」に改称した。

## テナント
2024年6月時点のテナント。詳細はグランドスケープ池袋公式サイトの「ショップガイド」、およびグランドシネマサンシャイン池袋公式サイトのフロアマップを参照。1階の路面店として営業していた小物雑貨店オーサムストアの旗艦店「AWESOME STORE＆CAFE IKEBUKURO」は、運営会社の破産により2023年6月末に閉店した。
- 地下1階：ブラックホール（焼肉）
- 1階：セブンイレブン（コンビニ）、バーガーキング（ファストフード）
- 2階：小肥羊（火鍋）、EDW（カフェ）、THEキャラCAFE（カフェ）、タリーズコーヒー（喫茶）
- 3階：プラザカプコン（アミューズメント）、カプコンカフェ（カフェ）
- 4 - 5階：グランドシネマサンシャイン池袋 ロビー、シアター1、シアター2
  - 5階：クラッパーズダイナー（カフェ）
- 6 - 7階：グランドシネマサンシャイン池袋 シアター3、シアター4
- 8 - 9階：グランドシネマサンシャイン池袋 シアター5、シアター6
- 10 - 11階：グランドシネマサンシャイン池袋 シアター7 - シアター11
- 12 - 13階：グランドシネマサンシャイン池袋 シアター12
  - 13階：バール パノーラマ（レストラン）
- 14階：池袋バッティングセンター（スポルト池袋当時より営業していた池袋唯一のバッティングセンター）

## グランドシネマサンシャイン池袋
グランドシネマサンシャイン池袋（グランドシネマサンシャインいけぶくろ）は、グランドスケープ池袋にあるシネマコンプレックス。
サンシャイン60通りにあったシネマサンシャイン池袋を移転する形で開館した、佐々木興業の旗艦館。12スクリーン・全2,443席を擁し、常設の映画館として国内最大とされる高さ18.9メートル×幅25.8メートルのスクリーンを備えた、東日本初かつ国内に2つしかないIMAXレーザー／GTテクノロジー」シアターや、国内初導入の4DX with screenX（現：ULTRA 4DX）を目玉としている。
4階・5階の吹き抜けロビーには直径2.7 mの球体オブジェ「Light Sculpture」が吊り下げられ、万華鏡のように映像がデジタル投影される。劇場フロアは有名映画祭が行われるハリウッド・カンヌ・ヴェネツィア・ベルリンをテーマとした異なるデザインで積層され、フロアを繋ぐエスカレーターホールは、映画の黎明期から現代に至る名作140作品のポスターを時系列で展示する「タイムギャラリー」とした。IMAXシアター前には、段床下スペースを活用した池袋の街が一望できるスカイラウンジを設け、まちに開かれた場とするため、映画チケットがなくても誰でも利用できる展望ラウンジを併設した。スカイラウンジの天井には国内最大級31.48 m×10.36 mのLEDビジョン「Motion Ceiling」を斜めに設置しており、窓ガラス越しに屋外の地上からも映像を見ることができる。
同館で上映された映画『TENET テネット』は、IMAX公開4日間オープニング興行収入が全世界で1位を記録し、監督のクリストファー・ノーランより直筆の感謝状が贈られた。
| No. | 座席 | 車椅子 | サイズ(m) | サイズ(m) | 設備           | 音響              |
| No. | 座席 | 車椅子 | 横        | 縦        | 設備           | 音響              |
| --- | ---- | ------ | --------- | --------- | -------------- | ----------------- |
| 1   | 81   | 2      | 7.1       | 3.8       |                | デジタル7.1ch     |
| 2   | 111  | 2      | 8.3       | 4.4       |                | デジタル7.1ch     |
| 3   | 381  | 2      | 16.1      | 6.7       |                | デジタル7.1ch     |
| 4   | 160  |        | 13.6      | 5.8       | ULTRA 4DX      | デジタル7.1ch     |
| 5   | 346  | 2      | 15.6      | 6.5       | BESTIA         | DOLBY ATMOS/DTS-X |
| 6   | 235  | 2      | 12.7      | 6.3       | BESTIA         | DOLBY ATMOS/DTS-X |
| 7   | 79   | 2      | 7.1       | 3.8       |                | デジタル7.1ch     |
| 8   | 79   | 2      | 7.1       | 3.8       |                | デジタル7.1ch     |
| 9   | 103  | 2      | 9.3       | 5.0       |                | デジタル7.1ch     |
| 10  | 152  | 2      | 10.5      | 5.6       |                | Sculpted Surround |
| 11  | 174  | 2      | 10.4      | 5.6       |                | デジタル7.1ch     |
| 12  | 542  | 2      | 25.8      | 18.9      | IMAXレーザーGT | IMAX 12ch         |

### 略称について
公式の略称は「gdcs池袋」としているが、度々「グラシネ」と呼ばれることがある。
実際にグラシネを略称としている映画館「長野グランドシネマズ」（長野県長野市）と紛らわしいため、2024年には公式X（旧Twitter）にて「本家「グラシネ」は（中略）『長野グランドシネマズ』さんです」とエイプリルフールのジョークに合わせた投稿をし、その後ジョークのネタばらしとともに「gdcs」などと呼ぶよう呼びかけた。